# County's van de Verenigde Staten

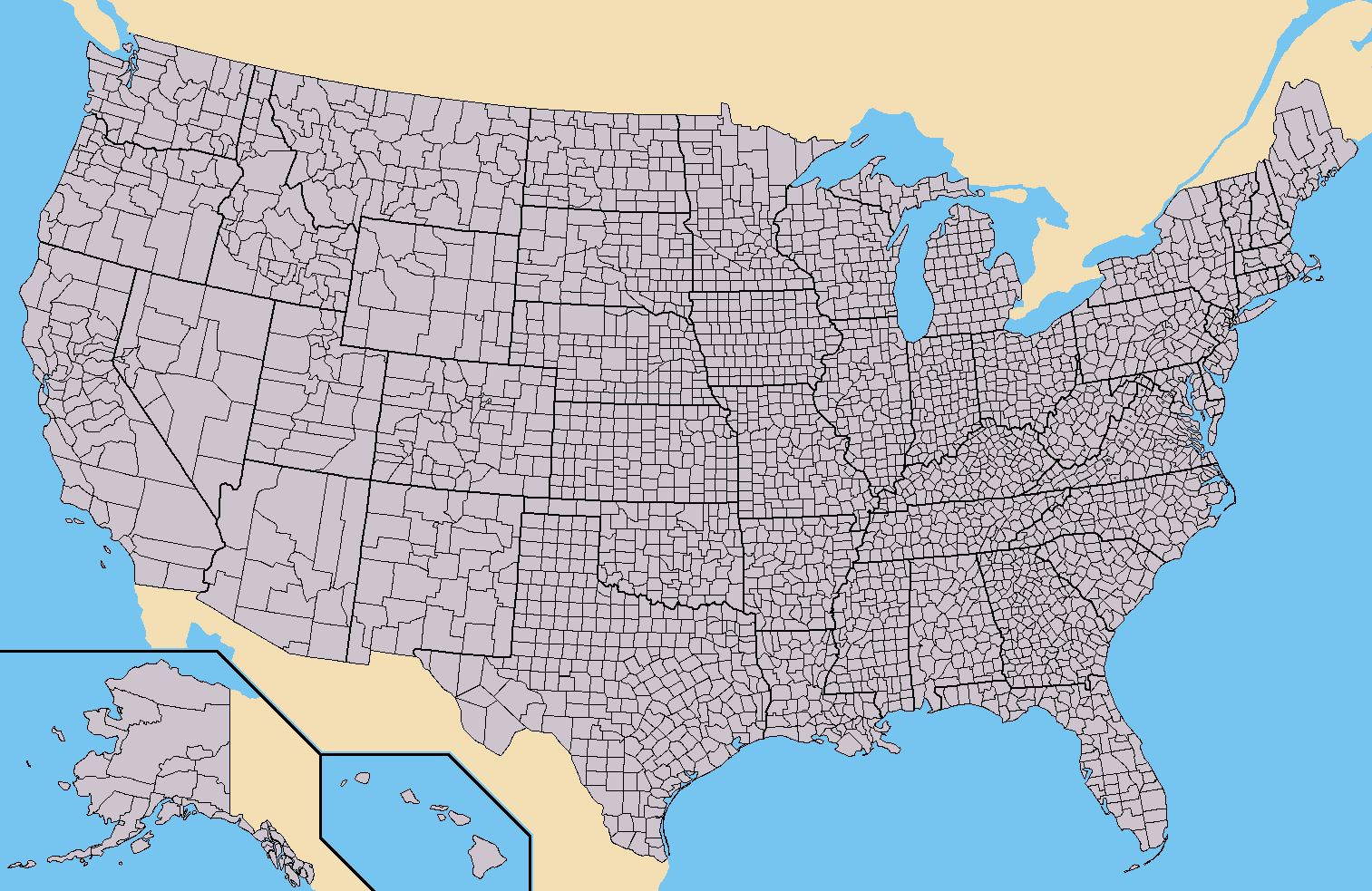
Kaart van de VS met de contouren van de county's

Een county in de Verenigde Staten is een lokale overheid, een niveau lager dan de staat. De term county (oorspronkelijk: graafschap, naar analogie met de situatie in Engeland) wordt in 48 van de 50 staten gebruikt. Louisiana gebruikt de term parish (parochie) terwijl Alaska het woord borough hanteert.
In totaal zijn er 3.077 county's in de Verenigde Staten (inclusief de bovengenoemde parishes en boroughs), gemiddeld 62 county's per staat. Delaware heeft slechts 3 county's, Texas heeft er 254 en is daarmee de staat met de meeste county's.
De county's zijn meestal onderverdeeld in townships of towns en kunnen ook andere onafhankelijk bestuurde gemeenten bevatten.
De hoofdplaats van een county wordt county seat genoemd. In negen staten liggen county's met twee of meer hoofdplaatsen. 

## Aantal county's per staat
| Aantal | Staat                |
| ------ | -------------------- |
| 254    | Texas                |
| 159    | Georgia              |
| 134    | Virginia             |
| 120    | Kentucky             |
| 115    | Missouri             |
| 105    | Kansas               |
| 102    | Illinois             |
| 100    | North Carolina       |
| 99     | Iowa                 |
| 95     | Tennessee            |
| 93     | Nebraska             |
| 92     | Indiana              |
| 88     | Ohio                 |
| 87     | Minnesota            |
| 83     | Michigan             |
| 82     | Mississippi          |
| 77     | Oklahoma             |
| 75     | Arkansas             |
| 72     | Wisconsin            |
| 67     | Pennsylvania         |
| 67     | Florida              |
| 67     | Alabama              |
| 66     | South Dakota         |
| 64     | Louisiana (parishes) |
| 64     | Colorado             |
| 62     | New York             |
| 58     | Californië           |
| 56     | Montana              |
| 55     | West Virginia        |
| 53     | North Dakota         |
| 46     | South Carolina       |
| 44     | Idaho                |
| 39     | Washington           |
| 36     | Oregon               |
| 33     | New Mexico           |
| 29     | Utah                 |
| 24     | Maryland             |
| 23     | Wyoming              |
| 21     | New Jersey           |
| 18     | Alaska (boroughs)    |
| 17     | Nevada               |
| 16     | Maine                |
| 15     | Arizona              |
| 14     | Vermont              |
| 14     | Massachusetts        |
| 10     | New Hampshire        |
| 8      | Connecticut          |
| 5      | Rhode Island         |
| 5      | Hawaii               |
| 3      | Delaware             |
| 1      | District of Columbia |

Alabama · Alaska · Arizona · Arkansas · Californië · Colorado · Connecticut · Delaware · Florida · Georgia · Hawaï · Idaho · Illinois · Indiana · Iowa · Kansas · Kentucky · Louisiana · Maine · Maryland · Massachusetts · Michigan · Minnesota · Mississippi · Missouri · Montana · Nebraska · Nevada · New Hampshire · New Jersey · New Mexico · New York · North Carolina · North Dakota · Ohio · Oklahoma · Oregon · Pennsylvania · Rhode Island · South Carolina · South Dakota · Tennessee · Texas · Utah · Vermont · Virginia · Washington · West Virginia · Wisconsin · Wyoming